# Câmara anecoica

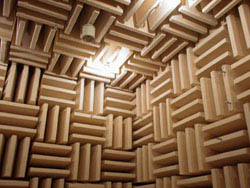
Uma câmara anecoica

Uma câmara anecoica (sem eco) é uma sala projetada para conter reflexões, tanto de ondas sonoras quanto eletromagnéticas.
Elas também são isoladas de fontes externas de ruído. A combinação de ambos os aspectos significa que elas simulam um espaço aberto de dimensão infinita, que é uma característica útil quando influências externas podem interferir nos resultados.
O termo câmara anecoica foi originalmente utilizado no contexto de acústica (ondas sonoras) para minimizar as reflexões em uma sala. Mais recentemente, salas projetadas para reduzir a reflexão e o ruído externo em rádio frequência tem sido utilizadas para testar antenas, radares ou interferência eletromagnética.
Câmaras anecoicas podem variar desde pequenos compartimentos do tamanho de um forno de microondas doméstico até o tamanho de um galpão. O tamanho da câmara depende do tamanho do objeto a ser testado e do espectro de frequência dos sinais utilizados, apesar de modelos em escala poderem ser utilizados algumas vezes para testar comprimentos de onda menores.

## Câmaras anecoicas acústicas
Câmaras anecoicas são geralmente utilizadas em acústica para conduzir experimentos em condições de "campo livre". Toda a energia sonora estará viajando pra longe de sua fonte, com praticamente nenhuma reflexão de volta. Experimentos comuns em câmaras anecoicas incluem medir a função de transferência de um alto-falante ou a direção da radiação do ruído de um equipamento industrial. Em geral, o interior de uma câmara anecoica é muito silencioso, com níveis de ruído na faixa de 10–20 dBA. Existem algumas câmaras anecoicas onde é possível medir um nível de ruído abaixo de 0 dBA, que é o limite onde o ouvido humano pode tipicamente detectar sons, portanto um ser humano em uma câmara como essa poderia ter a sensação de total ausência de som.
Em 2015, uma câmara anecoica dentro do Edifício 87, localizado na sede da Microsoft, em Washington, Estados Unidos, bateu o recorde mundial de local mais silencioso do mundo, chegando a registrar -20.6 decibéis. Relatos dizem que ao ficar parado lá por alguns instantes é possível escutar o próprio sangue fluindo no corpo e os olhos se movendo.

## Câmaras semi-anecoicas
Câmaras totalmente anecoicas tem o objetivo de absorver energia em todas as direções. Câmaras semi-anecoicas tem um chão sólido que atua como uma superfície para suportar itens pesados, como carros, máquinas de lavar ou equipamentos industriais, de uma maneira mais eficiente que o material absorvente encontrado em câmaras totalmente anecoicas. Este chão é amortecido de modo a isolá-lo de vibração externa ou sinais eletromagnéticos. Um estúdio de gravação geralmente utiliza uma câmara semi-anecoica para produzir música de alta qualidade, livre de ruído externo e ecos indesejados.

## Câmaras anecoicas de Rádio Frequência

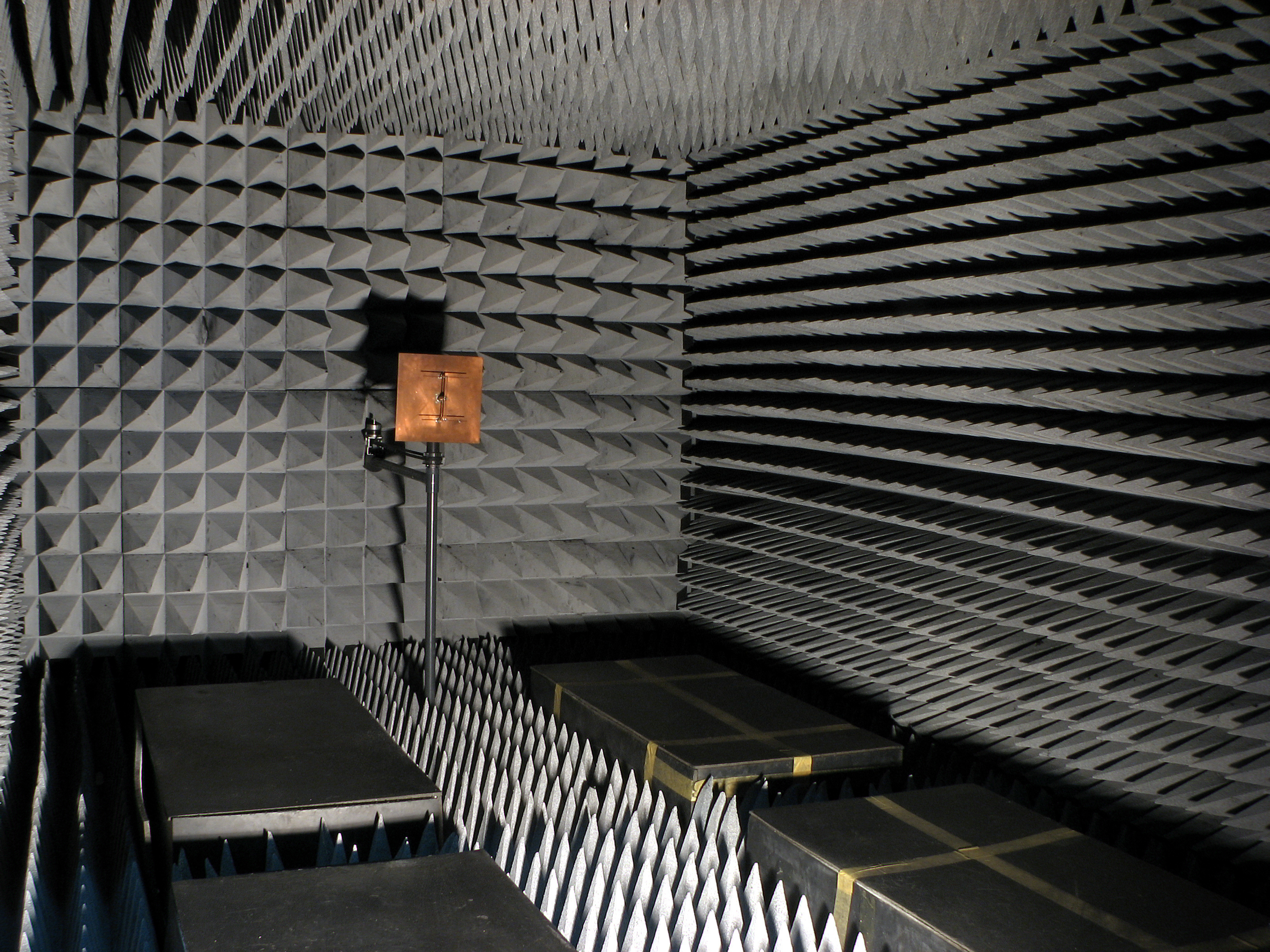
Uma câmara anecoica de RF

A aparência interna de uma câmara anecoica de rádio frequência (RF) é, algumas vezes, similar a de uma câmara anecoica acústica. No entanto, as superfícies internas da câmara anecoica de RF são cobertas com material capaz de absorver radiações em frequência ao invés de material absorvente acústico. A câmara anecoica de RF é tipicamente utilizada para armazenar o equipamento para realizar medidas de padrões de radiação de antenas, compatibilidade eletromagnética (EMC) e medidas de RCS. O teste deve ser conduzido em objetos em tamanho real, incluindo aeronaves, ou em modelos em escala, onde o comprimento de onda da radiação medida está em escala, em proporção direta à do tamanho do alvo. Coincidentemente, muitas câmaras anecoicas  que utilizam material absorvente piramidal também exibem algumas propriedades de uma câmara anecoica acústica, como atenuação de som e proteção de ruído externo.

## Material absorvente

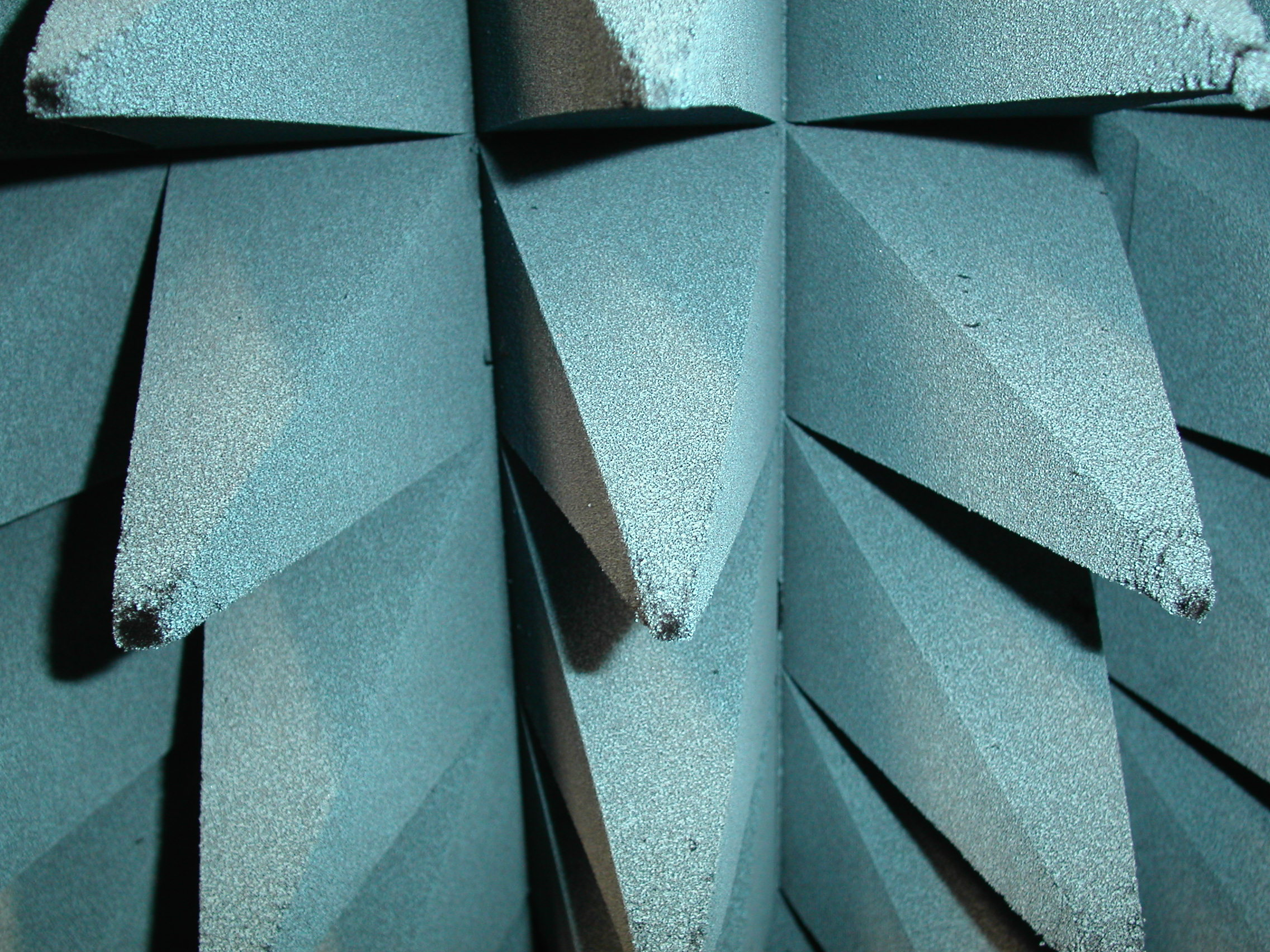
Material absorvente piramidal

O material absorvente é projetado e modelado fisicamente para absorver a incidência de radiação em frequência o mais efetivamente possível, da maior quantidade de direções possível. O quanto mais efetivo o material for, menor será o nível de radiação em frequência refletida. Muitas medidas de compatibilidade eletromagnética (EMC) e padrões de radiação de antenas requerem que os sinais espúrios emitidos da configuração do teste, incluindo reflexões, sejam desprezíveis para evitar o risco de medidas incorretas ou ambiguidades.
Um dos tipos de material mais efetivos são matrizes de peças piramidais, as quais cada uma é construída de material atenuante. Para funcionar efetivamente, toda a superfície interna da câmara anecoica deve ser inteiramente coberta com o material. Seções de material devem ser temporariamente removidos para a instalação de equipamentos, porém eles devem ser recolocados antes da realização de qualquer teste. Para ser suficientemente atenuante, o material não pode ser um bom condutor e nem um bom isolante elétrico, pois nenhum dos dois tipos absorvem qualquer potência. Tipicamente, o material piramidal consiste de uma espuma emborrachada, impregnada com misturas controladas de carbono e ferro. A distância da base até a ponta da estrutura piramidal é designado tendo como base a menor frequência esperada e a quantidade de absorção necessária. Para baixas frequências, esta distância é geralmente 24 polegadas, enquanto painéis de alta frequência são tão pequenos quanto 3–4 polegadas. Painéis de material absorvente são instalados com as pontas apontando para dentro da câmara. Material piramidal atenua o sinal através de dois efeitos: dispersão e absorção. A dispersão pode ocorrer tanto coerentemente, quando as ondas refletidas estão em fase, mas direcionadas para longe do receptor, quanto incoerentemente quando as ondas são captadas pelo receptor mas estão fora de fase e assim tem intensidade de sinal menor. Esta dispersão incoerente também ocorre dentro da estrutura da espuma, com as partículas suspensas de carbono promovendo interferência destrutiva. Dispersão interna pode resultar em atenuação na ordem de 10 dB. Enquanto as formas piramidais são cortadas em ângulos que maximizam o número de vezes que a onda reflete dentro da estrutura. Em cada reflexão a onda perde energia no material da espuma e assim volta com uma intensidade de sinal menor.
Um tipo alternativo de material absorvente inclui placas chatas de ferrite, na forma de tijolos chatos, fixados em todas as superfícies internas da câmara. Este tipo tem um espectro de frequência efetivo menor que o material piramidal e é projetado para ser fixado em superfícies com boa condutividade elétrica. É geralmente mais fácil de montar e mais durável que o tipo de material piramidal, porém é menos efetivo em frequências mais altas. Sua performance deve, no entanto, ser adequada caso os testes sejam limitados a baixas frequências (placas de ferrite são mais efetivas entre 30–1 000 MHz).
Existe também um tipo híbrido, um ferrite dentro de uma forma piramidal. Contendo as vantagens de ambas as tecnologias, o espectro de frequência pode ser maximizado, enquanto o tamanho da forma piramidal permanece pequeno (10 cm).